# 173. резервна дивизија (Немачка)
173. резервна дивизија Вермахта формирана је 1. новембра 1939. у Немачкој као 173. дивизија. Током лета 1943. добила је статус јединице за обуку и попуну, преименована у 173. резервну дивизију и пребачена у Хрватску. У саставу Корпуса "Хрватска" учествовала у операцијама против НОВЈ на територији Срема и Хрватске.
173. резервна дивизија била је потчињена штабу 69. резервног корпуса. Након јесењих и зимских операција Друге оклопне армије против НОВЈ, фебруара 1944. 173. резервна дивизија је расформирана, а њеним деловима попуњене су остале јединице армије.